# 中華公所

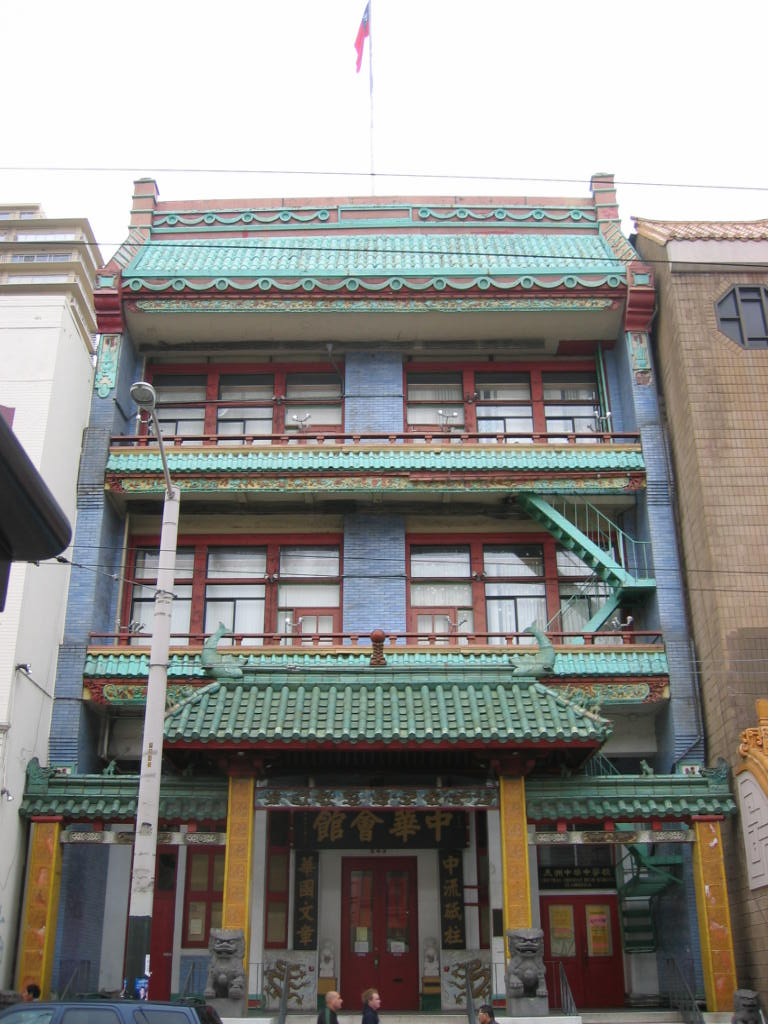
駐美中華總會館在舊金山市德顿街的總部。

中華會所（英語：Chinese Six Companies、Chinese Consolidated Benevolent Association、Chong Wa Benevolent Association，中文別稱：中華公所、中華會館），是由華裔美國人團體聯合組成、人數眾多、歷史悠久的海外華人組织。

## 舊金山
第一個會所是在1882年舊金山所建。由美國加州六家最重要的會館組成，分別為三邑、冈州、人和、阳和、宁阳、合和。公所的正式名稱應為「中華會館」（Chinese Consolidated Benevolent Association）。

## 紐約
紐約中華公所則在1883年成立，是唐人街中歷史最悠久的社群組織。是華人社團中心的母組織。紐約中華公所在1883年成立，它代表著也服務著在紐約的美國海外華人的需求。在歷史上，它在海外華人社群中扮演著一個類似政府的角色。在它的歷史中，商業上的成就是許多唐人街居民的目標，而它則不只在財務上有幫助，還包括了訓練。今日，中華公所在26個城市有他的辦事處，服務著廣大的美國海外華人。
現代，紐約中華公所可以說是代表著在大約紐地區的在美海外華人的生活。對內，中華公所則是保持在美海外華人的完整與生氣的關鍵。
中華公所還有特別的地方：
- 提供社會服務。
- 仲裁個人或商業上的糾紛。
- 復興中華傳統與文化遺產。
- 扮演在美海外華人與當地人的溝通橋梁。
- 維護在美海外華人的利益。
- 從事慈善活動。
- 贊助教育與娛樂活動。
- 贊助與助長青年服務。
- 幫助與擁護小型商業活動。

在紐約，中華公所是由60個代表紐約各方面的團體所組成的組識。他們包括了各項專業與商業組識，例如「中華總商會」與「華僑餐館會」、公民團體如「紐約華裔美國退伍軍人會」、宗教、文化和女性團體。還有同鄉會如「台山寧陽會館」與「美東聯成公所」；宗親會如「李氏總分所」、「伍胥山公所」......等。
在紐約中華公所倡議和領導下，紐約華僑在2004年5月建立了「華人選民同盟」來鼓勵有資格的華裔美人公民在2004年的全國總統選舉去註冊與投票，這個團體的努力激發出了在唐人街中的華裔美人選民24.2%的增加。他有效地幫助了「華埠共同發展機構」與「亞洲工作服務雇員委員會」等組織的形成。這些團體也在多方面受到華人社團的幫助。
在緊接而來的南亞大地震與海嘯中，中華公所領導了一個緊急團體活動來籌措難民所緊急的款費。其中籌措了美元$500,000以上給美國紅十字緊急回應基金。在2005年9月，颶風卡崔娜災難後，中華公所與星島日報一起為難民籌措了美金$170,000。
最近，紐約中華公所與不同城市的部門團結起來解決許多在唐人街中正在進行的問題，包括了停車場的不足、非法的停車規定、令人困惑的公共衛生法令等。緊密地與紐約市警察局合作，紐約市警察局社區事務局現在每月在紐約中華公所針對不同的安全議體開研討會。它們的努力製造出了沒有語言阻礙、可直接向政府溝通的管道。
中華公所也與其它主流組織合作提供在美海外華人服務，像是由「美華防癌協會」所提供的「紐約探訪護士服務」。在2006年12月，中華公所與大紐約美國紅十字會簽署了備忘錄，這保證了它會幫忙準備與訓練華人社群抵抗任何緊急事件。
經由與當地商業與居民緊密合作與維持與北美洲在美海外華人團體的接緊密接觸，中華公所實踐了他的功能。

## 西雅圖
在華盛頓州的西雅圖，中華公所約在1915年建立。

## 紐英崙中華公所
紐英崙中華公所（Chinese Consolidated Benevolent Association of New England），是個免稅組織，在1923年登記成立。中華公所現有35個會員，由姓氏團體及僑團組成。它是紐英崙華人社區的的龍頭組織。創立時會址設在樂士福街14號，波士頓市府於1980年以一元的代價賣了泰勒街90號的現址給中華公所，這大樓原是舊昆市學校。
打理中華公所日常事務的行政小組是由主席、中文書記、英文書記、財政和核數各一人組成，另有數位辦公室職員協助工作。行政小組和其他董事不同的地方是，43位董事是由附屬組織派出來的代表，5位行政人員每兩年一次，由董事們選舉出來的。
中華公所大樓亦扮演著社區中心的角色，有很多不同類型，適合不同年齡人仕的節目都在此舉行。每個下午，當參加Phillips Brooks House和哈佛大學合辦，提供給低收入家庭的小孩及青少年前來上課餘學習班時，大樓立刻充滿生氣。每星期舉辦三晚乒乓球節目。周末是最繁忙的時間，每小時、甚至每分鐘都有節目在進行。有教導華裔小孩民族舞的，讓其有機會見識中華文化，了解其根源；有成年人唱粵劇的、學元極舞的，一項集中國功夫、體操、冥想、舞蹈和氣功在一起，有益身體、思想和靈魂的運動；還有跳交際舞，現代舞等。
中華公所內還有兩個姓氏團體，一間信用社，學習中英文的課程，一間雜誌和傳媒機構，當然還有著名的華埠巡邏隊，每天義務巡視華埠街道，保衛華埠治安。減低華埠罪案。
除了贊助活動外，中華公所還擁有大同村，華福樓，提供廉價房屋給華人社區。中華公所又和華埠主街及其他機構合作，安排新年舞獅，中秋節聯歡會等節目，吸引遊客，幫助華埠經濟發展。還有招呼到訪華埠的政要人物。

## 美國各地的中華會館
- 俄勒岡州砵崙中華會館
- 加州沙加緬度中華會館
- 加州史塔頓中華會館
- 加州屋崙中華會館
- 加州洛杉磯羅省中華會館
- 加州聖地牙哥中華會館
- 伊利諾伊州芝加哥中華會館
- 賓州費城中華會館
- 華盛頓特區美京中華會館